# Hugo Siquet
Hugo Siquet (ur. 9 lipca 2002 w Marche-en-Famenne) – belgijski piłkarz grający na pozycji prawego obrońcy. Jest wychowankiem klubu Standard Liège.

## Kariera klubowa
Swoją karierę piłkarską Siquet rozpoczął w 2009 roku w juniorach Standardu Liège. W 2020 roku awansował do kadry pierwszej drużyny Standardu. 8 listopada 2020 zaliczył w nim debiut ligowy w zremisowanym 1:1 wyjazdowym meczu z Royalem Antwerp FC. W kwietniu 2021 wystąpił w barwach Standardu w przegranym 1:2 finale Pucharu Belgii z KRC Genk.
| Sezon   | Klub           | Kraj   | Rozgrywki       | Mecze | Gole |
| ------- | -------------- | ------ | --------------- | ----- | ---- |
| 2020/21 | Standard Liège | Belgia | Eerste klasse A | 20    | 0    |

## Kariera reprezentacyjna
Siquet występował w młodzieżowych reprezentacjach Belgii na szczeblach U-17, U-18 i U-21. W 2019 roku wystąpił z kadrą U-17 na Mistrzostwach Europy U-17.